# كمال شرف
كمال شرف (1363- 1446 هـ / 1944- 2025 م) باحث اقتصادي وزير ودبلوماسي سوري. عمل وزيرَ دولة لشؤون التخطيط من 1981 إلى 1985، ثم وزيرًا للتعليم العالي من 1985 إلى 1992، وسفيرًا للجمهورية العربية السورية في ماليزيا، وأستاذًا في كلية الاقتصاد في جامعة دمشق. خلَفَ في وِزارة التعليم العالي محمد زياد الشويكي، وخلَفَته صالحة سنقر.

## سيرته
وُلد الأستاذ الدكتور أبو خلدون، كمال بن عبد الكريم شرف يوم الاثنين 18 ربيع الأول 1363هـ الموافق 13 مارس (آذار) 1944م، لأسرة دُرزية من قرية تيما بمحافظة السُّويداء في جبل العرب جنوبيَّ سورية. وحصل على الإجازة (بكالوريوس) من كلية التجارة والاقتصاد في جامعة دمشق، وعلى شهادة (دكتوراه) في فلسفة الاقتصاد مع التخصُّص في الشؤون النقدية والمَصرفية من معهد الاقتصاد الوطني في موسكو. وانتُخب في أثناء دراسته رئيسًا لفرع الاتحاد الوطني لطلبة سوريا في موسكو. 
عمل أستاذًا في كلية الاقتصاد بجامعة دمشق ووكيلًا للكلية، فدرَّس عددًا من الموادِّ العلمية، وألَّف بعض الكتب في تخصُّصه، ونشر العديد من البحوث والمقالات. وأشرف على رسائلَ علمية لنيل درجة الماجستير والدكتوراه، وشارك في لجان تقويم البحوث العلمية في الجامعات السورية والعربية، وفي لجان الفحص العلمي لترفيع الأساتذة.

## مناصبه
عُيِّن الدكتور كمال شرف وزيرَ دولة لشؤون التخطيط، من 3 ديسمبر (كانون الأول) 1981 إلى 7 أبريل (نَيْسان) 1985، في حكومة عبد الرؤوف الكسم الأولى المعدَّلة، وحكومة الكسم الثانية.
ثم اختير وزيرًا للتعليم العالي، من 8 أبريل (نَيْسان) 1985 إلى 29 يونيو (حَزِيران) 1992، في حكومة عبد الرؤوف الكسم الثالثة، وحكومة محمود الزعبي الأولى. وقد خلَفَ في وِزارة التعليم الطبيب الدكتور زياد شويكي (ت 2022م) وخلَفَه في المنصب الدكتوره صالحة سُنقُر.
عمل سفيرًا لسورية في ماليزيا من 2000 إلى 2003، ورئيسًا لمجلس إدارة المؤسسة العامَّة للتَّبْغ والتِّنباك من 2008 إلى 2012. ورئيسًا لجمعية العلوم الاقتصادية السورية، ورئيسًا لاتحاد الاقتصاديين العرب. وتولَّى رئاسة مجلس إدارة الجامعة العربية الدَّولية الخاصَّة من 2023 إلى وفاته.

## صفاته
يُعَدُّ الدكتور كمال شرف قامة أكاديمية وعلمية وتربوية شامخة، ورمزًا للإخلاص والنزاهة، وأحد أهمِّ أعلام الفكر والتربية. وَهَبَ حياته لخدمة العلم والمعرفة، وسعى جاهدًا للارتقاء بمستوى التعليم في ربوع سورية. كان يؤمن إيمانًا راسخًا بأن التعليم هو أساس التقدُّم والازدهار، وأنه السبيل الأمثل لبناء مجتمع قوي ومتماسك، قادر على مواجهة التحدِّيات والتغلُّب على الصِّعاب. ولم يدَّخر جهدًا في سبيل تطوير التعليم وتحديثه، وجعله في صدارة الأولويات الوطنية.

## وفاته ونعيه
توفي كمال شرف فجر يوم الاثنين 17 رمضان 1446هـ الموافق 17 مارس (آذار) 2025، عن عمر يناهز إحدى وثمانون سنة، ودُفن في اليوم التالي الثلاثاء عند الساعة الحادية عشرة في موقف ساحة سمارة بمحافظة السويداء.
ونعَتْه سِفارة الجمهورية العربية السورية في رومانيا، ورابطة المغتربين العرب السوريين في رومانيا، والنادي الروماني العربي للثقافة والإعلام، واتحاد العرب في رومانيا، وأبناء الجالية السورية في رومانيا.